# Pterophorus fusciciliatus
Pterophorus fusciciliatus is een vlinder uit de familie vedermotten (Pterophoridae). De wetenschappelijke naam van de soort is voor het eerst geldig gepubliceerd in 1877 door Philipp Christoph Zeller.